# Kvanghvamun
A Kvanghvamun (a Megvilágosodás kapuja) a szöuli Kjongbokkungnak (északi palota) a Korea japán megszállása alatt áthelyezett, majd eredeti helyén újjáépített főkapuja. Helyén évtizedeken át a Japán kormányzói épület állt.

## A kapu építése
A Kvanghvamunt első alkalommal 1395-ben építették fel a királyi palota, a Kjongbokkung főkapujaként a Csoszon-dinasztia idején. Az 1592-es japán invázió során tűz pusztította el, és több mint 250 évig romokban hevert. A Kvanghvamunt 1867-ben rekonstruálták a Kjongbokkung palota többi részével együtt Tevongun régens parancsára Kodzsong császár uralkodása alatt. A kapu 1926-ig állt, amikor is a japán kormány lebontatta, és a Koreai Népi Néprajzi Múzeum a jelenlegi helyétől délkeletre helyeztette át, hogy helyet adjon a hatalmas Japán kormányzói épületnek.
A koreai háború teljesen lerombolta a Kvanghvamun fa szerkezetét, a kőalapzat pedig teljesen leromlott és elhanyagolt állapotban hevert. 1968-ban, Pak Csong Hi adminisztrációja idején a kőalapzatot ismét áthelyezték a japán kormányzói épület elé. A megsemmisült faszerkezetet betonból építették újjá, míg a Kvanghvamun tábláját maga Pak Csong Hi írta hangul írással. A kapu anyaga beton maradt 2006 végéig.

## A kapu helyreállítása
A Kvanghvamun 2006. decembere után jelentős helyreállítási projekten ment keresztül  és 2010 augusztusában fejeződött be. A kaput szétszerelték, és 14,5 méternyire délre helyezték vissza az eredeti helyére, és az eredeti tervek szerinti faszerkezetettel rekonstruálták. A kormányzói palota helyzetéhez illeszkedő pozícióban lévő kaput el is forgatták, hogy az eredeti tájolása szerint tökéletesen illeszkedjék a Kjongbokkung palota észak-déli szimmetriatengelyéhez. A restaurálást a dél-koreai kormány kívánalmai szerint kezdték meg, mert egy korábbi restaurálás betont alkalmazott a hagyományos anyagok helyett. A kormányzói palotát lebontották.